# سعد بن طارق الأشجعي
سعد بن طارق بن أشيم أبو مالك الأشجعي الكوفي، تابعي، ومُحدث من الثقات، سكن الكوفة

## روايته للحديث النبوي
- روى عن: أنس بن مالك، وأَبِي الْقَاسِم حسين بْن الْحَارِث الجدلي، وربعي بن حراش، وسعد بن عبيدة، وسلمة بْن نُعَيْم بْن مَسْعُود، وأبيه طارق بن أشيم الأشجعي وله صحبة، وعبد الله بن أبي أوفى، وكثير بن مدرك، وموسى بن طلحة بن عبيد الله، ونافع بن خالِد الْخُزَاعِيّ، ونبيط بْن شريط، ونعيم بن أَبي هند، وأبي حازم الأشجعي، وأَبِي حَبِيبَة مولى طَلْحَة بْن عُبَيد الله، وأَبِي حصين الأسدي، وابن حدير.
- روى عنه: حفص بن غياث، وخلف بن خليفة، وسفيان الثوري، وشعبة بن الحجاج، وصالح بْن عُمَر الواسطي، وعباد بْن العوام، وعبد الله بْن إِدْرِيس، وعبد الواحد بْن زِيَاد، وعُبَيدة بْن حُمَيْد، وعلي بْن مسهر، وعَمْرو بْن صَالِح بْن مختار بْن قيس الزُّهْرِيّ قاضي رامهرمز، وفضيل بْن سُلَيْمان، ومحمد بن إسحاق بن يسار، ومحمد بْن فضيل بْن غزوان، ومروان بْن معاوية الفزاري، ويحيى بْن زكريا بْن أَبي زائدة، ويزيد بن هارون، وأَبُو خَالِد الأحمر، وأَبُو عوانة، وأبو معاوية الضرير.[1]
- الجرح والتعديل: ذكره ابن حبان في كتاب الثقات، ووثّقه أحمد بن حنبل، ويحيى بن معين، والعجلي، وَقَال أبو حاتم الرازي: «صالح الحديث، يكتب حديثه». وَقَال النسائي: «ليس به بأس.»، وقال العقيلي : «لا يُتابع على حديثه في القنوت»،[2] استشهد به الْبُخَارِيّ في «الجامع»، وروى لَهُ فِي الأدب المفرد، وروى لَهُ الباقون.[1]